# Matthäus von Vendôme (Schriftsteller)
Matthäus von Vendôme (auch Matthaeus oder Matheus Vindocinensis) war ein französischer Schriftsteller des 12. Jahrhunderts. Er war in Tours, wo er von seinem Onkel, dem Erzbischof von Tours erzogen wurde, nach eigener Aussage Schüler des Bernardus Silvestris. Zur Zeit des Hugo Primas lebte er in Orléans, danach folgten zehn Jahre in Paris. Nach seiner Rückkehr nach Tours gehörte er zum Hof des Erzbischofs Barthelemy von Vendôme. Bekannt ist er für seine Ars Versificatoria, ein theoretisches Werk über lateinische Verslehre.
Matthäus prägte den in der Schulrhetorik überlieferten Hexameter mit den sechs Fragen der klassischen Topik: Quis, quid, ubi, quibus auxiliis, cur, quomodo, quando? (Wer, was, wo, womit, warum, wie, wann?).